# Nightmare 2003-2005 Single Collection
Nightmare 2003-2005 Single Collection è una riedizione dei precedenti album dei Nightmare sotto la Nippon Crown. Questa collezione include un DVD con i loro ultimi video promozionali.

## Tracce
CD
1. Believe – 3:03
2. Akane – 3:57
3. HATE – 3:43
4. Over – 4:07
5. Varuna – 4:11
6. Tokyo Shounen – 4:22
7. Shian – 3:36
8. Jibun No Hana – 4:13
9. Raven Loud Speeeaker – 4:28
10. livEVIL – 4:03
11. 13th
12. muzzle,muzzle,muzzle – 2:56
13. to for
14. Flora
15. Gianizm go – 2:21
16. Toroimerai
17. Tsuki no Hikari,Utsutsu no Yume – 4:56
18. Dasei Boogie
19. Nazuki
20. Meary – 4:13

DVD
1. Believe – 3:03
2. Akane – 3:57
3. HATE – 3:43
4. Over – 4:07
5. Varuna – 4:11
6. Tokyo Shounen – 4:22
7. Shian – 3:36
8. Jibun No Hana – 4:13
9. Raven Loud Speeeaker – 4:28
10. livEVIL – 4:03